# Ludwig August Riedinger

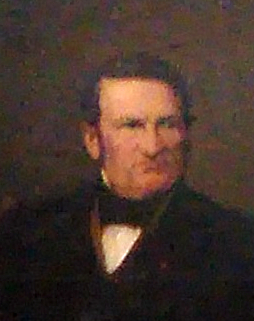
Ludwig August Riedinger, etwa 1875

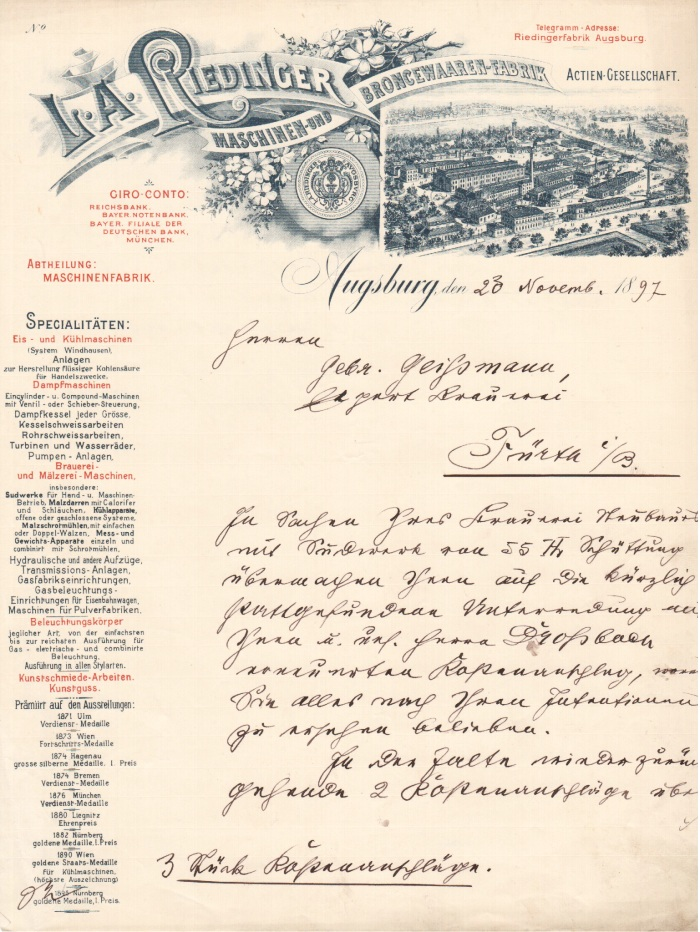
Brief von 1897 an die Brauerei Geismann Fürth mit Lithografie des Werkes der L. A. Riedinger Maschinen- und Broncewaaren-Fabrik Actien-Gesellschaft

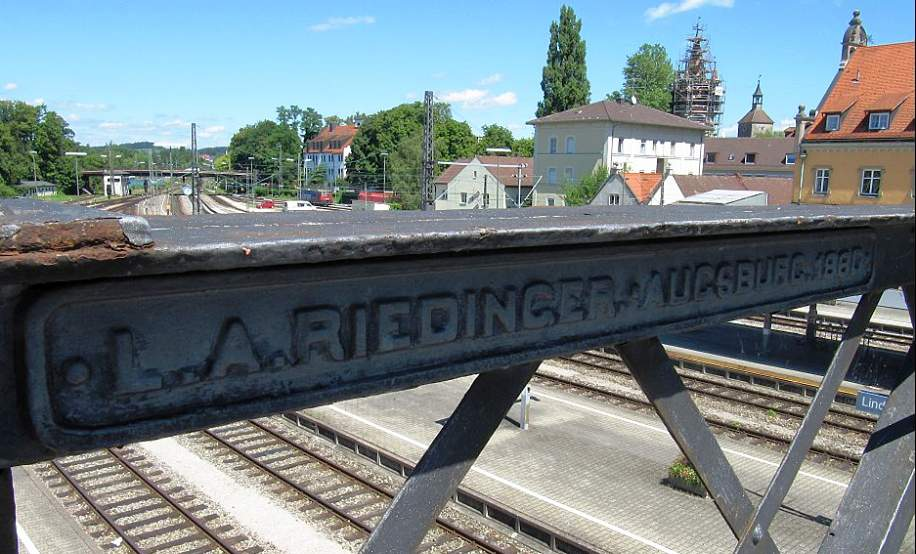
Firmenschild an der Fußgängerbrücke im Bahnhof Lindau-Insel

Ludwig August Riedinger (* 19. November 1809 in Schwaigern; † 20. April 1879 in Augsburg) war ein deutscher Unternehmer.

## Leben

### Familie
Riedingers Vater Johannes (1756–1823) war von Beruf Schneider, die Mutter Susanna Magdalena (1776–1824) Tochter eines Bauern. Am 13. Mai 1833 heiratete Riedinger in Heidenheim die Chirurgentochter Wilhelmine Spellenberg (1813–1865), mit der er drei Töchter und drei Söhne bekam, unter anderem August Riedinger, der ihm später im Unternehmen nachfolgte. Aus der zweiten Ehe mit der Kemptenerin Margarethe Friederike Fretscher (1845–1924), Tochter eines Baders und Chirurgen, stammt ein weiterer Sohn Erwin Riedinger (1870–1936), Schriftsteller in München.

### Ausbildung
Von 1824 bis 1827 erlernte Riedinger in Güglingen und Öhringen den Beruf eines Schreiners und arbeitete anschließend erst als Geselle in Ludwigsburg, 1829 dann als Modellschreiner in der Baumwollspinnerei der Gebrüder Hartmann in Heidenheim an der Brenz. 1832 wird er Werkmeister im Zweigwerk Herbrechtingen mit dem Spezialgebiet Spinnereitechnik.

### Berufliche Laufbahn
Am 1. Juli 1839 tritt Ludwig August Riedinger als 1. Karderiemeister (Spinnmeister) neben Emil Bourcart als Spinnereidirektor in die 1837 konzessionierte Augsburger Mechanischen Baumwollspinnerei und Weberei (SWA) ein. Ende 1842 wurde er zum technischen Direktor ernannt. Der Aufschwung, den die SWA in der Folgezeit nahm, ist wesentlich ihm zu verdanken. Mit seiner Gründung einer betrieblichen Kranken- und Pensionskasse trug er zum Aufbau von Sozialmaßnahmen bei.
1846 lieferte Joseph Anton von Maffei seine Dampfmaschine No. 16 als erste von insgesamt zehn bis 1916 eingesetzten an den Betrieb. Ende März 1847 wurde der erste Kauf von Baumwolle direkt in Amerika getätigt. Im Jahr 1848 konnten durch die menschenfreundliche Haltung Direktor Riedingers Unruhen unter den Arbeitern vermieden werden. Beratungen von Statuten einer neu zu gründenden Krankenunterstützungs- und Pensionskasse wurden 1849 durchgeführt.

### Unternehmer
Nach dem Besuch auf der Weltausstellung vom 1. August 1851 bis 30. September 1851 in London brachte Riedinger Neuerungen mit, durch welche die Ware der Baumwollspinnerei und -weberei verbessert und gleichzeitig verbilligt werden konnte. Im Jahr 1852 übernahm der bisherige Stellvertreter Johann Boley die technische Leitung der Produktion. Direktor Riedinger überwarf sich mit der Geschäftsleitung der SWA und schied zum 25. Juli 1852 als Mitarbeiter aus, wobei seine großen Fähigkeiten und Verdienste jedoch volle Anerkennung fanden. Danach war er Mitbegründer mechanischer Spinnereien und Webereien in Augsburg, Bamberg, Bayreuth, Erlangen, Esslingen am Neckar, Köln, Kolbermoor, Kulmbach und Worms.
Als technischer Direktor der Augsburger Mechanischen Baumwollspinnerei und Weberei (SWA) war Riedinger schon für die Gasbeleuchtung der Textilfabrik zuständig gewesen. Die Bekanntschaft mit Max von Pettenkofer führte zu einer Zusammenarbeit der beiden auf dem Gebiet der Beleuchtung mit Holzgas. 1851 Jahr stellten Riedinger und Pettenkofer zusammen mit Oberbaurat Pauli die Beleuchtung des Hauptbahnhofs von München mit Holzgas fertig. 1852/53 errichtete Riedinger sein erstes Gaswerk in Bayreuth, es folgte 1855 die Gasversorgung von Bamberg. Insgesamt geht auf Riedinger die Gasbeleuchtung in 25 Städten in Bayern und weiteren 42 im übrigen Deutschland, der Schweiz, Österreich-Ungarn und Russland zurück. Für die Verwaltung seiner Gaswerke gründete der Unternehmer 1864 die Gesellschaft für Gasindustrie in Augsburg mit einem Aktienkapital von 2 Millionen Gulden.
Parallel gründete er 1857 in Augsburg eine Gasapparatefabrik, aus der später die L. A. Riedinger Maschinen- und Broncewaaren-Fabrik Actien-Gesellschaft entstand, und erwarb im gleichen Jahr die Reste der Lokomotive Adler von der Ludwigs-Bahngesellschaft mit dem Tender, aber ohne Räder und andere Anbauteile. 1862 erwarb Riedinger das Imhofhaus in der Augsburger Innenstadt und ersetzte es bis 1865 durch einen repräsentativen Neubau (sog. Riedingerhaus) im Neurenaissancestil. 1878 ersteigerte er das Hotel Drei Mohren in Augsburg.
Riedingers Fabrik hatte 1892 beinahe 1.000 Mitarbeiter. Sie fusionierte 1927 mit der Maschinenfabrik Augsburg-Nürnberg und wurde noch bis 1967 als L.A.R.sche Bronzewarenfabrik für Lampen fortgeführt.

### Ehrungen
Für seine Verdienste bekam Riedinger zahlreiche Ehrungen verliehen, darunter das bayerische Ritterkreuz vom Heiligen Michael und das belgische Leopolds-Ritterkreuz. Zudem wurde er zum Ehrenbürger von Augsburg (1850) und Coburg (1854) ernannt.